# Truisme
El lloc comú o truisme és un mot, frase o idea considerada com un vici del llenguatge perquè és massa sabut o pel seu ús excessiu o gastat.
Presenta una o diverses de les següents característiques:
- Demostra poca imaginació de qui l'expressa. Substitueix la cerca d'idees originals o creatives per unes altres de ja gastades.
- Palesa ser una còpia d'una idea d'altri.
- Freqüentment usat en el discurs polític com a eina de la demagògia per a enganyar o maquillar la veritat.
- Simplifica una idea o concepte que potser mereixeria de ser matisat.

En retòrica es tracta del principi general que hom empra per a l'argumentació en un discurs.